# Etan
Etan är ett alifatiskt kolväte med formeln C2H6.

## Historia
Syntetiskt etan framställdes första gången år 1834 av Michael Faraday genom elektrolys av kaliumacetat. Han misstog dock produkten för metan.
Under perioden 1847–1849 genomförde Hermann Kolbe och Edward Frankland en mängd kemiska experiment i syfte att rättfärdiga teorin om organisk kemi (dvs att organiska föreningar kan framställas syntetiskt och inte bara av levande varelser). Bland annat framställde de etan på samma sätt som Faraday. De insåg att det inte var metan de hade framställt eftersom kol/väte-förhållandet inte stämde. De trodde dock att det var metyl-radikaler de hade framställt och inte metylradikalens dimer; etan.
Det var först år 1864 som den tyske fysikern Carl Schorlemmer fastställde att ämnet var etan och uppkallade det efter eter (dietyleter).

## Framställning
Efter metan är etan det mest förekommande ämnet i naturgas (1% – 6%). Ämnena separeras genom destillation vid mycket låga temperaturer (< -100 °C). Denna gas ingår också i metanserien. Etan är ett mättat kolväte (mättat = enkelbindning, omättat = dubbel- eller trippelbindning). Etan är även brännbar, och en färglös gas.
För laboratoriebruk kan etan framställas genom Kolbe-elektrolys, det vill säga elektrolys av ett acetatsalt. Reaktionen vid anoden blir då:
{\displaystyle {\rm {2\ CH_{3}CO_{2}^{-}\rightarrow C_{2}H_{6}+2\ CO_{2}+2\ e^{-}}}}

## Användning
Komplett förbränning av etan ger 1561 kJ/mol i värmeenergi. Restprodukterna blir koldioxid och vatten.
{\displaystyle {\rm {2\ C_{2}H_{6}+7\ O_{2}\rightarrow 4\ CO_{2}+6\ H_{2}O}}}
Tidigare separerades inte etan från naturgas, utan allt brändes tillsammans. Idag filtreras etan ofta bort genom destillation och används i stället för tillverkning av etylen genom krackning. Ren etan föredras eftersom den bildar enbart etylen vid krackning. Orenad naturgas bildar även tyngre alkener som propen och butadien.